# Myrothamnaceae
Las mirotamnáceas (Myrothamnaceae) son una familia de angiospermas del orden Gunnerales. Consta de un único género, Myrothamnus Welw. con dos especies, distribuidas por África oriental y meridional y Madagascar.

## Descripción
- Arbustos completamente glabros, aromáticos, resinoso-balsámicos.
- Hojas decusadas, pequeñas, sentadas, con bases anchas, envainantes, de limbo obtriangular-obovado, flabelado-plegado, dentado distalmente, con estípulas laterales, intrapeciolares, simples, dentiformes a subuladas, nerviación palmado-flabelada, vernación plicada; resisten fuertes desecaciones; limbos articulados a los peciolos, estos permanecen alrededor del tallo (junto con las estípulas) tras la caída de los limbos. Epidermis foliar de ambas caras (más frecuentes en la haz) con algunas células infladas y llenas de bálsamo, una o dos capas subepidérmicas del envés a lo largo de los nervios con elevada concentración de células ricas en taninos. Estomas anomocíticos, en disposición anfiestomática, restringidos a los pliegues foliares, quedando ocultos al secarse la hoja. Mesofilo con cristales de oxalato cálcico en drusas.
- Tallos estrechamente alados, con ramificación simpódica, con ramas vegetativas laterales cortas (braquiblastos) y largas (macroblastos), opuestas. Parénquima axial ausente. Haces vasculares corticales y medulares ausentes.
- Plantas dioicas.
- Inflorescencias  en forma de amento (en realidad se trata de panículas depauperadas), terminales en braquiblastos, con o sin flor terminal, las flores opuestas (o en tríadas opuestas en la base del amento), con brácteas foliosas o reducidas, cuculadas.
- Flores hipóginas, sentadas, con o sin dos bractéolas, disco hipógino y nectarios ausentes. Tépalos 0-4 o más, presentes usualmente sólo en las flores terminales. Flores masculinas con androceo de 4 estambres alternitépalos libres, o de 3-8, soldados basalmente en una columna central, con los filamentos cilíndricos, anteras basifijas, tetrasporangiadas, grandes, no versátiles, latrorsas, conectivo prominente en pico, dehiscencia por hendiduras longitudinales, si bien aparecen basalmente valvadas; pistilodio ausente. Flores femeninas con gineceo súpero de (2-)3-4 carpelos sincárpicos basalmente, con eleocitos, estrechándose en estilodios libres, cortos, recurvos, cada uno con un estigma ventral decurrente, bicrestado, óvulos 10-50 por carpelo, horizontales a péndulos, biseriados, anátropos, bitégmicos, crasinucelados, placentación central-axial. Estaminodios ausentes.
- Fruto dehiscente, en cápsula ventricida, separándose los carpelos por arriba.
- Semillas numerosas, pequeñas, ovoideas, con testa delgada, reticulada, endospermo abundante, oleoso, embrión pequeño, con 2 cotiledones.
- Polen en tétradas, tetraédricas o tetragonales, cada grano esférico y triporado, débilmente colpado, endexina fina, no engrosada junto a los poros, ectexina con capa basal a veces discontinua y con procesos claviformes (representando las columelas).
- Número cromosómico: n = 10, 2n = 20 en Myrothamnus flabellifolius.

## Ecología
Las estructuras florales presentan un claro síndrome anemófilo, con ausencia de néctar, a pesar del elevado número de óvulos, carácter poco usual en este tipo de plantas y que se ha explicado como una adaptación al hábitat sumamente duro para la germinación de las plántulas, lo que implica la necesidad de generar numerosas diásporas. Las semillas son anemócoras.
Las especies de Myrothamnus son plantas xerófitas, poiquilohídricas, también llamadas reviviscentes, al ser capaces de rehidratarse y volver a la funcionalidad (sobre todo las hojas) tras prolongados periodos de sequía. Ocupan hábitats sumamente áridos, con periodos secos de 4-8 meses, llegando incluso a los 2 años sin lluvias. En estas circunstancias, la planta toma agua no solo por las raíces, sino también por los hidatodos presentes en los dientes de las hojas.

## Fitoquímica
Presentan arbutina, miricetina, ácido elágico, galotaninos y dihidrocalconas. Las hojas tienen una elevada concentración de  arabinosa asociada a pectina, probablemente en forma de polímeros de arabinano, lo que se relaciona con su capacidad de sobrevivir a periodos repetidos de desecación extrema  y rehidratación. Plantas no cianogenéticas. Proantocianidinas presentes (cianidina). Flavonoles presentes (kaempferol y quercetina).

## Usos
Myrothamnus flabellifolius presenta propiedades medicinales, probablemente debidas a la presencia de arbutina.

## Posición sistemática
Las mirotamnáceas son un grupo de angiospermas que se incluyen en el clado de las eudicotiledóneas. En sistemas previos, su posición ha sido problemática, habiéndose asociado frecuentemente con las Cercidifiláceas en un variopinto Orden Hamamelidales, o bien con las buxáceas y las geisolomatáceas. Los análisis moleculares recientes, junto con nuevos datos morfológicos, han permitido relacionarla con las guneráceas como su grupo hermano, en el grado basal de las Eudicotiledóneas, siendo reconocida como una de las familias integrantes del orden de las gunnerales. Aunque se ha planteado la posibilidad de reunir ambas familias hermanas en una sola (APG II), las diferencias morfológicas entre ambas harían difícil la definición de la familia única resultante.).

## Táxones incluidos
Introducción teórica en Taxonomía
Un único género, Myrothamnus Welw., 1.859 (= Myosurandra Baill., 1.870, especie tipo Myosurandra moschata Baill., 1.870), con dos especies:
- Especie Myrothamnus flabellifolius Welw., 1.859 (= Cliffortia flabellifolia Sond.  ex Harv. &  Sond., 1.862; M. flabellifolius subsp. elongatus Weim., 1.936; M. flabellifolius subsp. robustus Weim., 1.936).

Propia de África continental. Arbusto prostrado, ascendente o erecto, muy ramificado, o hierba perenne, de hasta 1(-3) m de altura, muy ramificado. Ramitas tetrágonas, estrechamente aladas, algo espinosas al madurar. Hojas con olor a resina al romperlas, agrupadas en braquiblastos, (4-)8-12(-21,5) mm de largo y (3-)5-9(-16) de ancho, ápice con (3-)5-7(-11) dientes, peciolo de (1-)2-3(-4) mm de largo, estípulas subuladas sobrepasando el peciolo de 1-3 mm. Inflorescencias de (1-2)2-3(-5) cm de largo, terminales en braquiblastos, las femeninas más robustas que las masculinas. Anteras oblongas a obovadas, de aproximadamente 1,5 mm de largo, rojizas, el conectivo prolongado en un pico curvo de 0,4 mm de largo. Flores femeninas con carpelos de 2,5-3,0 mm de largo y aproximadamente 1,2 mm de ancho, verdes, con estilos recurvos, los estigmas purpúreos muy llamativos, oblongos, internos. Cápsula de (2,5)3-4 mm de larga y aproximadamente 1,5 mm de ancha, coriácea, con estilos y estigmas persistentes, cada carpelo con 12-22 semillas ovoideas a tetragonales. Ocupa áreas entre rocas graníticas o dolomíticas muy soleadas o en las grietas de las mismas, entre 300 y 2400 m. de altitud. Se seca completamente en invierno, pareciendo muerta, pero reverdece a las pocas horas de recibir la primera lluvia. Florece de octubre a marzo. Se distribuye por Kenia, Tanzania, Angola, República Democrática del Congo, Malaui, Mozambique, Zambia, Zimbabue, Botsuana, Suazilandia, Namibia y Sudáfrica.
En Sudáfrica se conoce como resurrection bush, arbusto de la resurrección, y uvukwabafile en lengua vernácula, por la asombrosa velocidad con que sus hojas aparentemente muertas renacen cuando llegan las lluvias. Por esta razón, se usa en el tratamiento de pacientes con depresión severa. El sangoma, nombre que se da al hechicero entre las tribus sudafricanas de los zulú, los xhosa y los ndebele, muestra al paciente la rapidez con que reverdece una ramita del arbusto de la resurrección cuando se introduce en agua. También es una importante medicina contra los resfriados y las dolencias respiratorias.
- Especie Myrothamnus moschatus (Baill., 1.870) Baill., 1870

Endémica de Madagascar. Propia de formaciones arbustivas áridas en áreas rocosas graníticas entre 0 y 2.000 m s. n. m.